# 太田祐介
太田 祐介（おおた ゆうすけ、1984年1月19日 - ）は、日本のラグビー選手。

## プロフィール
- 宮城県出身[1]。
- ポジションはナンバーエイト(No8)。
- 身長 180cm、体重 84kg
- ニックネームはチョコ。
- U19日本代表[2]やU23日本代表[3]に選ばれたことがある。
- 関東代表に選ばれたことがある[4]。

## 来歴
2002年、仙台育英高校卒業後、東海大学に入学する。なお仙台育英高校時代、高校日本代表に選ばれたことがある。
2005年、東海大学体育会ラグビーフットボール部の主将に就任した。
2006年、東海大学卒業後、クボタスピアーズに加入。同年10月27日に行われたジャパンラグビートップリーグ第1節の三洋電機ワイルドナイツ戦に先発出場で公式戦初出場を果たした。
2010年、クボタスピアーズを退団した。